# بث بياخة
بث بياخة، مسلسل كوميدي عربي أردني، وهو مسلسل ساخر، يقوم بعرض صور من الواقع بقالب كوميدي. وللمسلسل قناة على اليوتيوب يضاف فيها آخر الحلقات 

## بطولة
- رامي دلشاد
- وسام طبيله
- تيما الشوملي
- لارا صوالحة

## الإنتاج التنفيذي
- جوني ضبيط
- تامر النبر

## إخراج
- تامر النبر

## أنتاج
- ميرفت أقصوي